# Euphrasia procumbens
Euphrasia procumbens är en snyltrotsväxtart som beskrevs av Du Rietz. Euphrasia procumbens ingår i släktet ögontröster, och familjen snyltrotsväxter. Inga underarter finns listade i Catalogue of Life.